# Scoparia dispersa
Scoparia dispersa là một loài bướm đêm trong họ Crambidae.